# Youri Nesterenko
Pour les articles homonymes, voir Nesterenko.
Youri Valentinovitch Nesterenko (russe : Ю́рий Валенти́нович Нестере́нко  ; né le 5 décembre 1946 à Kharkiv, URSS, aujourd'hui Ukraine) est un mathématicien soviétique et russe qui a écrit des articles sur la théorie de l'indépendance algébrique et la théorie des nombres transcendants.

## Formation et carrière
Il étudie à l'Université d'État de Moscou Lomonosov où il obtient son doctorat en 1973 sous la direction d'Andrei Borissowitsch Schidlowski (de), avec une thèse intitulée « On Some Properties of Solutions to Linear Differential Equations and their Applications to Transcendental Number Theory ». 
Il est professeur à l'Université d'État de Moscou, où il termine le programme de mécanique-mathématique en 1969, puis le programme de doctorat (habilitation soviétique) en 1973, devient professeur du Département de théorie des nombres en 1992.
Parmi les étudiants de Nesterenko figure Wadim Zudilin (en).

## Prix et distinctions
En 1997, il reçoit le prix Ostrowski pour sa preuve que les nombres π et e π sont algébriquement indépendants. 
En fait, il a prouvé le résultat plus fort :
- les nombres π, e π et Γ (1/4) sont algébriquement indépendants sur Q .
- les nombres π, {\displaystyle e^{\pi {\sqrt {3}}}}, et Γ(1/3) sont algébriquement indépendants sur Q .
- pour tout entier positif n, les nombres π, {\displaystyle e^{\pi {\sqrt {n}}}} sont algébriquement indépendants sur Q .

En 1997 il est également lauréat du Prix de la Société Hardy-Ramanujan. Il reçoit le Prix Mikhaïl-Lomonossov et en 2003 le prix de recherche Humboldt. En 2006 il est lauréat du Prix Markow de l'Académie des sciences de Russie.
En 1990 il est conférencier invité au Congrès international des mathématiciens à Kyōto, avec une conférence intitulée « Algebraic independence of values of analytic functions ». 

## Publications
- Nesterenko, Y., « Modular Functions and Transcendence Problems », Comptes rendus de l'Académie des sciences, Série I, vol. 322, no 10,‎ 1996, p. 909–914.
- Modular functions and transcendence questions, Sbornik Mat. 187, 1996, tome 9, pp. 1319–1348 (ru).
- avec Naum Ilitch Feldman : Number Theory IV: Transcendental numbers. (Encyclopaedia of Mathematical Sciences 44), Springer 1997,  (ISBN 978-3540614678).
- avec Patrice Phillipon (éd): Introduction to algebraic independence theory. Lecture Notes in Mathematics 1752, Springer 2001,  (ISBN 978-3540414964).
- Hilberts seventh problem, in Bolibruch, Osipov, Sinai (éd): Mathematical Events of the Twentieth Century, Springer 2006, pp. 269.